# Nasycenie fazą
Nasycenie fazą lub krótko nasycenie (ang. saturation) – skalarna wielkość bezwymiarowa stanowiąca pojęcie z zakresu hydrodynamiki podziemnej oraz inżynierii złożowej.
Pojęcie nasycenia odnosi się przede wszystkim do zagadnień związanych z wielofazowymi przepływami w ośrodkach porowatych, szczelinowych i szczelinowo-porowych.
Pojęcie nasycenia fazą nie ma nic wspólnego z pojęciem nasycenia w sensie nasycenia roztworów.

## Definicja
W ośrodku porowatym, w którym przestrzeń porowa wypełniona jest kilkoma współistniejącymi fazami (np. ropą naftową, wodą i gazem ziemnym) nasycenie {\displaystyle n}-tą fazą {\displaystyle S_{n}} zdefiniowane jest jako wielkość skalarna wyrażająca stosunek objętości przestrzeni porowej zajętej przez tę fazę {\displaystyle V_{n}} do objętości całej przestrzeni porowej {\displaystyle V_{p}{:}}
{\displaystyle S_{n}\;{\stackrel {\mathrm {df} }{=}}\;{\frac {V_{n}}{V_{p}}}.}
W analogiczny sposób definiuje się nasycenie daną fazą w ośrodku szczelinowym.

## Własności
Nasycenie jest parametrem skalarnym i jego wielkość mieścić się musi w przedziale [0; 1]. Wartość nasycenia równa zeru odpowiada nieobecności danej fazy w przestrzeni porowej lub przestrzeni szczelinowej. Wartość nasycenia równa jedności odpowiada sytuacji, w której przestrzeń porowa wypełniona jest tylko jedną fazą przy nieobecności jakichkolwiek innych faz. Przepływ w takiej sytuacji ma charakter przepływu jednofazowego.
Nasycenie jest parametrem bezwymiarowym. Wyrażane jest w częściach całości, lub niekiedy w procentach.
W układzie wielofazowym suma nasyceń wszystkich faz powinna być zawsze równa jedności:
{\displaystyle \sum \limits _{n=1}S_{n}=1.}
Podczas przepływu wielofazowego nasycenie daną fazą nie jest wielkością stałą, a zmiana jego wartości stanowi najdogodniejszy sposób opisu procesu dwu- lub wielofazowego wypierania.
Ze zmianą wielkości nasycenia daną fazą następuje także zmiana przepuszczalności fazowej oraz przepuszczalności fazowej względnej odnoszącej się do tej fazy. Wielkości te rosną ze wzrostem nasycenia daną fazą, zależność nie jest jednak liniowa i musi być ona wyznaczona na drodze doświadczalnej.

## Zastosowanie
Pojęcie nasycenia znajduje zastosowanie w matematycznej i numerycznej symulacji przebiegu eksploatacji złóż ropy naftowej i gazu ziemnego, a także zatłaczania i opróżniania podziemnych magazynów gazu zlokalizowanych w sczerpanych złożach gazu ziemnego oraz w tzw. strukturach zawodnionych służących jako podziemne magazyny gazu.

## Inne informacje
Pojęcie nasycenia fazą nie ma nic wspólnego z pojęciem nasycenia roztworów. W języku angielskim istnieje w tej materii wyraźne rozróżnienie terminologiczne: anglojęzyczne pojęcie saturation odnosi się do nasycenia fazą, natomiast pojęcie solubility – do nasycenia roztworów. W języku polskim w odniesieniu do obydwu wymienionych tu pojęć używa się tego samego określenia nasycenie i choć posiadają one całkowite odmienne konotacje, niefortunna terminologia prowadzić może do nieporozumień.